# Isaac Benayon Sabbá
Isaac Benayon Sabbá (Belém, 12 de fevereiro de 1907 — Manaus, 22 de março de 1996) foi um empresário brasileiro.
Nasceu  em uma família judaica de origem marroquina.
Isaac foi um empreendedor, sendo o fundador do grupos IB Sabbá Ltda. e Petróleo Sabbá SA, o maior grupo de negócios a operar na região da Amazônia durante o século XX.

## Origens
Isaac Benayon Sabbá foi o terceiro filho entre cinco filhos de Primo Sabbá e Fortunata (Benayon) Sabbá. Seu pai era filho de imigrantes marroquinos, tendo nascido em Cametá, quando era a capital da Província do Grão-Pará. Sua mãe nasceu em Faro, Portugal, e seus pais eram judeus imigrantes do Marrocos.

## Primeiros anos
Quando adolescente sua família se mudou para Manaus, devido ao casamento de sua irmã mais velha. Seu futuro cunhado os havia convidado para trabalhar com ele. Logo Isaac começou a trabalhar como assistente de escritório de representação do seu cunhado. A carga de trabalho não lhe permitiu estudar, interrompendo sua vida escolar no segundo ano. No entanto, ele reservou seu tempo livre para leitura, um hábito que cultivou a vida toda.

## Carreira
Sabbá fundou a empresa individual IB Sabbá, de exportação e, mais tarde mudou o nome para IB Sabbá & Cia. Ltda., sua empresa mais bem sucedida foi a  Petróleo Sabbá, a empresa contava com a participação de seu sobrinho Moyses Benarrós Israel.
O grupo tinha diversificado seu portfólio de negócios com mais de 42 fábricas, como FiteJuta (de beneficiamento de Juta), Usina de beneficiamento de couro de jacaré, Refinaria de petróleo  e distribuição de gasolina. Exportou de pau-rosa, Castanha do Pará entre outros produtos da indústria extractiva.

### Início da carreira
Em 1930 ele se juntou a seu irmão Jacob Benayon Sabbá e para fundar a firma J.Sabbá representações & Cia. Logo percebeu o potencial limitado desta linha de negócio, e mudou o ramo para uma empresa de exportação. Começou, então, uma espécie de comércio interestadual, enquanto as empresas exportadores do Amazonas então existentes empregadas as suas atividades quase exclusivamente no comércio exterior.

#### Segunda Guerra Mundial
Com a eclosão da Segunda Guerra Mundial, o Governo Federal estabeleceu o monopólio da borracha, uma época em que a empresa de Isaac Sabbá representava 64% das exportações. Esta não seria a única vez que o governo iria nacionalizar suas empresas.
Em 1942, Isaac Sabbá tinha fundado a Companhia Mercantil Comissionária e Exportadora, transformado mais tarde em Devel -. Sociedade de Desenvolvimento da Amazônia Ltda, a fim de aumentar os negócios goma elástica.
Também criada durante a guerra, a empresa Jacy Paraná, no estado atual de Rondônia, com o objetivo de aumentar a produção de borracha. Essa empresa possuía embarcações que navegaram por todos os rios do Estado em busca de látex .

#### Pós-segunda guerra mundial
Com o rápido aumento do consumo de goma de mascar após a Segunda Guerra Mundial, ele montou uma fábrica de materiais de tratamento e desidratação do látex, com o objetivo de garantir a colocação do produto Amazônico no mercado internacional. Ele fez o mesmo com as Castanha do Pará.

### Expansão dos negócios

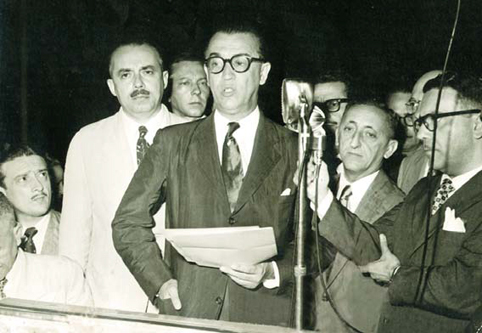
Isaac Sabbá junto ao presidente Juscelino Kubitschek

Compreender os pontos fracos do ambiente de negócios da Amazônia, caracterizadas pela pobreza e pela falta de recursos financeiros que poderiam ser usados para a exploração de sua imensa riqueza natural, ele estudou e colocou em prática um sistema de financiamento que beneficiou o produtor. Depois de analisar a situação das indústrias locais, ele viu que não era possível aumentar a produção de matérias-primas, sem um fornecimento de combustível, a um preço acessível na região amazônica. Daí veio a ideia de construir uma refinaria de petróleo em Manaus que se tornou Reman.
Ele foi chamado pelo Time Magazine e pelo Los Angeles Times como "The king of the Amazon (O Rei da Amazônia)".

#### Petróleo Sabbá
A Refinaria de Petróleo Isaac Sabbá, foi edificada nas margens do Rio Negro em Manaus, iniciou suas operações em 6 de setembro de 1956 sob o nome de Companhia de Petróleo do Amazonas (Copam - Companhia de Petróleo do Amazônia). A refinaria foi inaugurada oficialmente em 3 de Janeiro de 1957, com a presença do Presidente Juscelino Kubitschek.
No entanto, apenas para produzir combustível não era suficiente, o mais importante foi o de torná-los acessíveis a outros centros de consumo, o seu objetivo foi a integração da região amazônica na vida económica do país.
Em 1971 IB Sabbá em parceria com Shell e formaram a sociedade Petróleo Sabbá SA, que assumiu as atividades do departamento de Petróleo do IB Sabbá & Cia. Ltda. No mesmo ano COPAM foi nacionalizada pelo governo militar, e foi rebatizado Refinaria de Manaus (REMAN), apenas em 1996 depois de sua morte ela foi renomeada Refinaria Isaac Sabbá. Em 31 de maio de 1974, COPAM foi incorporada ao Sistema Petrobras como Refinaria de Manaus (Reman).

## Morte
Isaac Sabbá faleceu em consequência de uma pneumonia, deixando a esposa Irene e quatro filhos, oito netos e três bisnetos.

## Filantropia
Sabbá construiu o Hospital Militar de Manaus, o financiamento federal para a construção do hospital foi devolvido. O hospital que ainda serve população até hoje.
Quando o CEM foi implementada na cidade que tinha Isaac Sabbá como um fiador. Ele também negociou com os recursos necessários com os bancos,o financiamento da CEM. Isaac socorreu inúmeras vezes a CEM, quando  a mesma se encontrou em problemas financeiros ou relacionados ao problemas no pagamento a folha  dos funcionários. A fim de ajudar, ele colocou a disposição os equipamento e maquinarios de sua refinaria, sem nada cobrar.
Isaac Sabbá também ajudou a criar e foi quem ajudou o BEA. Nos momentos mais difíceis, socorria o banco, emprestando-lhe dinheiro sempre que as necessidades de caixa da instituição fossem superiores ao disponível
Foi judeu ao longo de sua vida, apesar de não praticante, era membro do Comitê Judaico Amazonas. Ele levantou dinheiro para construção Manaus sinagoga Beit Yaacob - Rebi Meyr.

## Vida pessoal

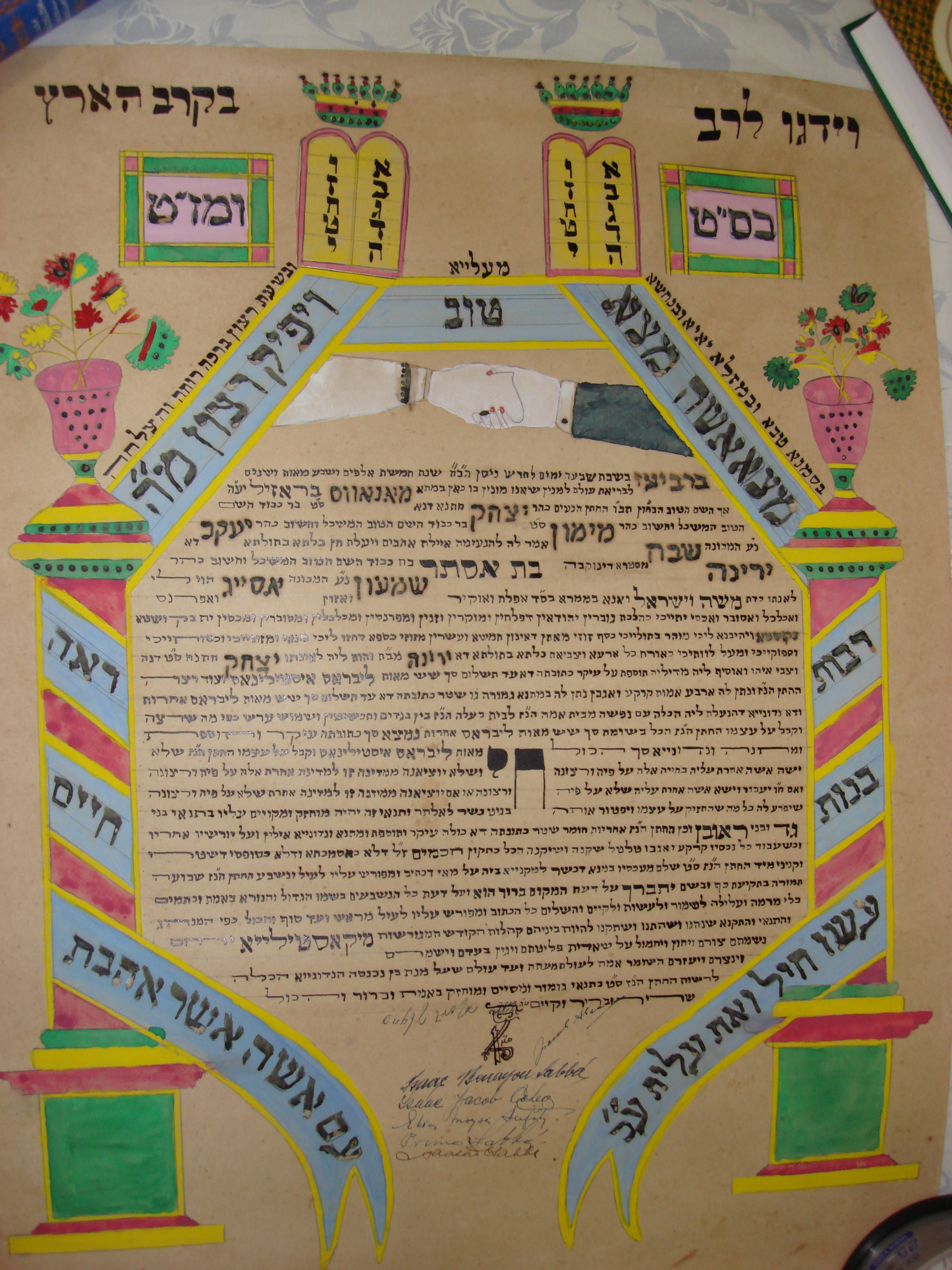
Ketubá de Isaac Benayon Sabbá e Irene (Assayag) Gonçalves Sabbá Casamento realizado em Manaus, em 1942.

Sabbá casou com Irene (née. Assayag) Gonçalves Sabbá em 1942. O casal teve cinco filhos, Moises Gonçalves Sabbá (b.1944), Alberto Mimon Gonçalves Sabbá (b. 1945), Mário Gonçalves Sabbá (b.1947), Ester Gonçalves Sabbá (b.1949) e Débora Gonçalves Sabbá (1963-1963). Ele tomou como pupilo seu sobrinho Moysés Benarrós Israel, que foi seu braço direito durante toda a sua vida.